# Estadio Doctor Osvaldo Baletto
El Estadio Doctor Osvaldo Baletto es un recinto deportivo propiedad del Club Atlético San Telmo ubicado en Isla Maciel, de la localidad de Dock Sud, partido de Avellaneda, provincia de Buenos Aires, Argentina. Fue inaugurado el 24 de noviembre de 1929 con un partido ante Alvear.

## Historia
El primer estadio propio de San Telmo estuvo ubicado frente al actual edificio del diario Crónica, en las calles Azopardo y Garay del barrio porteño de San Telmo. Allí actuó como local hasta el año 1926, para en 1929 inaugurar su nuevo estadio ubicado en Las Heras y Vieytes del barrio Isla Maciel, partido de Avellaneda. 
Entre 1957 y 1968 se erigieron tribunas de madera, solventadas con la venta a Platense del arquero Schmidt. En 1963 se inauguró un sector de plateas que llevó el nombre del expresidente Alberto Iaccarino, y cabinas para la prensa. En 1977 se renovaron los vestuarios y el túnel de acceso al campo de juego. En 1996 se remodelaron las plateas, pasando de ser de madera a cemento. Fueron bautizadas "Doctor Carlos Fernández Blanco", en honor a un expresidente del club, e inauguradas en un partido ante el equipo de reserva de Boca. En 1999 se ampliaron las instalaciones del estadio mediante la prolongación de la tribuna Fiorino hacia el lado de la platea.
En 2001, con la colaboración de un grupo de socios, se reemplazaron los tablones de la tribuna cabecera por una instalación en cemento. La obra, bautizada con el nombre del expresidente Albino Bemposta, redujo la capacidad de la tribuna a 2000 espectadores a través de 55 metros de largo y 15 escalones de altura. La refacción fue inaugurada el 21 de abril de 2001 en ocasión un partido ante Talleres.
En febrero de 2009 el estadio fue suspendido luego de incidentes en un partido ante Talleres de Escalada. Fue rehabilitado en 2011, tras 116 partidos en donde San Telmo actuó como local en diversos estadios de las localidades de Parque Patricios, Agronomía, Núñez, Mataderos o Ingeniero Maschwitz.
En el año 2015 se construyó una nueva tribuna denominada "Las Heras", de 26 escalones de tamaño y 3.000 espectadores de capacidad, que amplió la convocatoria total del estadio a 10.000 personas. La nueva tribuna cuenta con nuevas cabeceras de cemento que reemplazaron a los anteriores tablones de madera, instalados en 1957 pero que se encontraban sin uso desde 1995.
En 2020 se construyó una nueva salida al campo de juego, anulando el histórico túnel.  En 2021 se construyeron nuevos baños en las plateas "Dr. Carlos Fernández Blanco" y en la tribuna de socios. En 2023 el Municipio de Avellaneda construyó un Polideportivo en el sitio del estacionamiento, así como nuevos vestuarios. La municipalidad también organiza visitas guiadas al estadio, considerado lugar de referencia deportivo y turístico.